# 日月當空
《日月當空》為武俠小說作家黃易於2012年開始連載的最新作品，同時也是《大唐雙龍傳》的續作，每月出版一卷，2014年完結。總計18卷。本書為《盛唐三部曲》的第一部。該作品屬於黃易作品裏異俠類型作品。其續作為《龍戰在野》。

## 故事簡介
故事以大唐雙龍傳末尾女主角之一婠婠的徒弟，小女孩明空作為要角開展。明空長大後不僅統一了魔門，《天魔策》也十得其九。六十年後更登臨大寶，睥睨天下。而《天魔策》也僅餘下魔門秘不可測、從沒有人練成過的《道心種魔大法》未奪得，而唯一深悉此書者被押返洛陽，造就了不情願的新一代邪帝龍鷹崛起武林。
故事便是以明空奪取道心種魔大法而展開。而明空則是歷史人物武則天。邪帝、女帝數十年的鬥爭於焉展開。

## 出場角色
本書出場角色眾多，包括中土、吐蕃、突厥、回紇、突騎施、龜茲、且末、南詔等。

## 設計
本書香港版由和黃易合作多年的靳埭強（靳與劉設計公司）負責，封面國畫是黃易從已故畫家萬一鵬的作品中挑選，而封面題字則出自古琴演奏家蘇思棣。

## 在中國大陸發行及連載情況
黃易曾與起點中文網簽約，在起點中文網連載小說，這亦是黃易首次與起點中文網合作。惟小說只在2014年4月連載到第五卷 220章洱海滇池（即港台版第十二卷第三章）。小說在2014年5月下架。據說是因淨網行動，而小說內容帶色情成份，因而沒法在內地繼續連載及出版。